# Waterschap Noordoostpolder
Waterschap Noordoostpolder is een voormalig waterschap in de Noordoostpolder. Het waterschap is ontstaan in 1986. Tot die tijd was de waterstaatszorg in de Noordoostpolder een taak van het Rijk. Het waterschap was een zogenaamd kwantiteitswaterschap, wat wil zeggen dat de taken alleen gericht waren op het op peil houden van het water. De kwaliteit van het water werd beheerd door het toenmalige Zuiveringsschap West-Overijssel. Het hoofdkantoor van het waterschap was gevestigd in Emmeloord.
Op 3 januari 2000 fuseerden het waterschap Noordoostpolder met het heemraadschap Fleverwaard en een klein deel van het waterschap Groot Salland tot het nieuwe waterschap Zuiderzeeland.

## Dijkgraaf
Het waterschap heeft in zijn korte bestaan twee dijkgraven gekend:
- 1986-1993 Sybe Schaap
- 1993-2000 Henk Tiesinga